# Interzession
Interzession (lateinisch intercedere, „dazwischentreten“) bezeichnet im Privatrecht die Haftung eines Sicherungsgebers für die Verbindlichkeiten eines Dritten etwa aus Bürgschaft, Garantievertrag, Kreditauftrag, Patronatserklärung, Schuldbeitritt oder Schuldübernahme.

## Allgemeines
Schätzt ein Gläubiger die Kreditwürdigkeit seines Schuldners nicht besonders hoch ein, kann er Kreditsicherheiten von ihm oder Dritten verlangen. Bei Interzessionen stellt diese statt des Schuldners zumeist ein dritter Sicherungsgeber zur Verfügung, zumeist in Form von Personalsicherheiten, wie Bürgschaft, Garantie, Kreditauftrag, Patronatserklärung, Schuldbeitritt oder Schuldübernahme (Personalinterzession). Aber auch Sachsicherheiten, so Grundpfandrechte, die Sicherungsabtretung, die Sicherungsübereignung oder die Verpfändung zum Tragen (Realinterzession), dann wenn der Sicherungsgeber nicht mit dem Kreditnehmer identisch ist. Auch die Aufnahme von Krediten im fremden Interesse ist als Interzession anzusehen.

## Geschichte

### Antike
In der römischen Magistratur, die neben der jährlichen Annuität auf dem Prinzip der Kollegialität beruhte, konnte durch das ius intercedendi die Amtshandlung eines unter- oder gleichgeordneten Amtsträgers in der Form des Widerspruchs (Veto) außer Kraft gesetzt werden.
Für die Volkstribunen (tribuni plebis) der Republik war das verfassungsmäßige Regulativ des „Dazwischentretens“ von enormer Bedeutung. Ursprünglich als ein effektives Instrument zur Durchsetzung des Beistandsrecht der Volkstribunen (ius auxilii) zum Schutz einzelner Bürger gegenüber staatlicher Willkür verwendet, entwickelte sich das Interzessionsrecht der Volkstribunen während seiner Entwicklung zu einem gewichtigen, politischen Machtfaktor.
Das senatus consultum Velleianum aus etwa 46 n. Chr. erklärte Verpflichtungen von Frauen aus Bürgschaften (fideiussio) und Darlehen (mutuum) für unwirksam, wenn sie in die Verbindlichkeiten Dritter eintraten. Das Senatskonsult sollte die in Rechtssachen unerfahrene Frau schützen. Auch die Darlehnsaufnahme für andere (mutui datio pro aliis) war untersagt.
Keine Anwendung fand das Interzessionsrecht in Krisenzeiten, da diktatorische Anordnungen während dieser halbjährigen außerordentlichen Amtszeit absolut und unumkehrbar waren.
Im Prinzipat wurde durch die bewusste Trennung vom plebejischen Amt (tribunus plebis) und der Amtsgewalt (tribunicia potestas) die tribunizische Rechtskompetenz (vergleiche hierzu: tribunizisches Rogationsrecht und tribunizischer Prozess) des Volkstribunats ständeneutral auf den Kaiser übergeleitet, der somit auch die Kontrolle über das Interzessionsrecht ausübte.
Justinian I. verbot später nach 535 auch die Interzession der Ehefrauen zugunsten ihrer Ehemänner (authentica si qua mulier), nur die Verwendung des Kredites zum Nutzen der Ehefrau ließ ihre Interzession wirksam sein.

### Neuzeit
Das Allgemeine Preußische Landrecht (PrALR) vom Juni 1794 bestimmte im Bürgschaftsrecht, wieweit Ehefrauen sich für ihre Männer verbürgen dürfen (I 14, § 220 APL) und verwies auf II 1 Abschnitt 5, § 342 APL: „Soll die zum Besten eines Fremden geleistete Bürgschaft auch das Eingebrachte der Ehefrau haften, so ist dazu die Einwilligung des Ehemannes notwendig“. Hierin kam die Besorgnis zum Ausdruck, dass die Ehefrau wegen ihres besonderen Verhältnisses zum Ehemann sich leicht zu formlosen Erklärungen drängen lasse. Erlangt eine Frau aus ihrer Bürgschaft Vorteile, ist ihre Bürgschaft rechtswirksam (I 14, § 241 APL).
Der französische Code civil (CC) vom März 1804 sah ursprünglich vor, dass die Ehefrau ohne die Mitwirkung ihres Ehemannes oder ohne seine schriftliche Zustimmung weder gemeinsam noch allein einem Fremden Eigentum oder Hypotheken einräumen durfte (Buch I, Titel 5, Kapitel 6, Art. 217 CC). Das österreichische ABGB vom Januar 1812 ließ Interzessionen ohne Unterschied des Geschlechtes zu. Die „Interzessionen der Frauen“ des deutschen APL wurden im Dezember 1869 aufgehoben.

## Rechtsfragen
Die Interzession setzt stets drei Beteiligte voraus, nämlich den Interzessionsschuldner (Sicherungsgeber), den Interzessionsgläubiger (Kreditgeber und Sicherungsnehmer) und einen begünstigten Dritten (Kreditnehmer).
Die gesetzlichen Bestimmungen über Bürgschaft (§§ 765 ff. BGB), Kreditauftrag (§ 778 BGB), Schuldbeitritt oder Schuldübernahme (§ 414 BGB) sehen keine Beschränkungen für bestimmte Rechtsträger vor. Noch heute steht aber die Rechtsprechung zur Angehörigenbürgschaft und Ehegattenbürgschaft in einem Kontext zum römischen senatus Consultum Velleianum. Die Rechtsprechung hat nämlich seit Oktober 1993 die Angehörigen- und die Ehegattenbürgschaft thematisiert, nachdem das Bundesverfassungsgericht (BVerfG) die Zivilgerichtsbarkeit aufgefordert hatte, bei Bürgschaften, die einen der beiden Vertragsparteien ungewöhnlich stark belasten und das Ergebnis strukturell ungleicher Verhandlungsmacht sind, die Generalklauseln der Sittenwidrigkeit oder Treu und Glauben zu beachten, dem der Bundesgerichtshof (BGH) seit Februar 1994 folgt. Seitdem sind alle Interzessionen unwirksam, bei denen ein auffälliges Missverhältnis zwischen Haftungsumfang und Leistungsfähigkeit des Sicherungsgebers vorliegt.

## International

### Österreich
Bei der Interzession steht in Österreich jemand für eine materiell fremde Schuld ein. § 1349 ABGB bestimmt, dass „fremde Verbindlichkeiten ohne Unterschied des Geschlechtes jedermann auf sich nehmen kann, dem die freie Verwaltung seines Vermögens zusteht“. Tritt ein Verbraucher einer Verbindlichkeit als Mitschuldner, Bürge oder Garant bei (Interzession), so hat ihn der Gläubiger auf die wirtschaftliche Lage des Schuldners hinzuweisen, wenn er erkennt oder erkennen muss, dass der Schuldner seine Verbindlichkeit voraussichtlich nicht oder nicht vollständig erfüllen wird. Unterlässt der Unternehmer diese Information, so haftet der Interzedent nur dann, wenn er seine Verpflichtung trotz einer solchen Information übernommen hätte (§ 25c KSchG). Der Richter kann die Verbindlichkeit eines Interzedenten (§ 25c KSchG) insoweit mäßigen oder auch ganz erlassen, als sie in einem unter Berücksichtigung aller Umstände unbilligen Missverhältnis zur Leistungsfähigkeit des Interzedenten steht, sofern die Umstände, die dieses Missverhältnis begründet oder herbeigeführt haben, bei Begründung der Verbindlichkeit für den Gläubiger erkennbar waren (§ 25d KSchG). Zur Angehörigenbürgschaft führte der OGH aus, dass Sittenwidrigkeit dann anzunehmen sei, wenn folgende Voraussetzungen (kumulativ) vorliegen: Inhaltliche Missbilligung des Interzessionsvertrags, Missbilligung der Umstände seines Zustandekommens infolge verdünnter Entscheidungsfreiheit des Bürgen und schließlich die Kenntnis oder fahrlässige Unkenntnis dieser Kriterien durch den Kreditgeber.

### Schweiz
Bei der Interzession geht es in der Schweiz im Gesellschaftsrecht darum, dass eine Aktiengesellschaft Kreditsicherheiten für Schulden ihrer Mutter- oder Schwestergesellschaft oder allgemein ihrer Aktionäre bestellt. Im Vordergrund steht die Eingehung einer Bürgschaft durch den Aktionär gemäß Art. 492 OR oder einer Garantie gemäß Art. 111 OR; denkbar ist auch der kumulative Schuldbeitritt.  Für die Prüfung der Interzessionsproblematik sind folgende Kriterien relevant:
- Gesellschaftszweck: Rechtsgeschäfte sind nur dann gültig, wenn diese im Rahmen des statutarischen Zweckes der Unternehmung getätigt wurden und deren Interessen dienen und nicht ausschließlich jenen des Begünstigten.
- Verbot der doppelten Organschaft.
- Verbot der Einlagenrückgewähr: Eine Aktiengesellschaft darf den Aktionären oder diesen nahestehenden Personen das einbezahlte Kapital nicht zurückerstatten. Geschützt sind insbesondere das nominale Aktienkapital, Partizipationsschein-Kapital, Agio und die gesetzlichen Reserven. Verfügungen der Gesellschaft, welche gegen das Verbot der Einlagenrückgewähr verstoßen, sind nichtig (Art. 680 Abs. 2 OR).
- Verdeckte Gewinnausschüttung: Die Gegenleistung für eine Darlehensgewährung oder die Leistung einer Sicherheit muss nach dem Prinzip des „at arm’s length“ geprüft werden, es muss also geprüft werden, ob man eine solche Leistung auch einem unbeteiligten Dritten gewähren würde. Ist dies nicht der Fall, ist das abgeschlossene Geschäft widerrechtlich und demzufolge ungültig (Art. 678 OR).

Auch hierbei gibt es einen Sicherungsgeber, der für einen anderen Kreditnehmer Sicherheiten bestellt. Im Hinblick auf die Interzession ist der Sicherungsgeber jedoch auf Aktiengesellschaften beschränkt.

### Weitere Länder
In England und den USA sind die Begriffe Interzession zugunsten des Aktionärs (englisch upstream security) oder Interzession zugunsten einer Schwestergesellschaft (englisch cross-stream security) üblich.

## Völkerrecht
Der Begriff Interzession bezeichnet im Bereich des Völkerrechts und der internationalen Beziehungen üblicherweise Aktivitäten eines Staates zur Einwirkung auf die inneren oder äußeren Angelegenheiten eines anderen Staates, die nicht mit Zwang oder der Androhung von Zwang verbunden sind. Solche Maßnahmen umfassen beispielsweise die Erteilung von Ratschlägen oder Ermahnungen auf der Regierungsebene und haben entweder die Verfolgung der Eigeninteressen des Staates zum Ziel, von dem diese Maßnahmen ausgehen, oder dienen der Durchsetzung der Position der internationalen Gemeinschaft beziehungsweise eines Staatenbündnisses.
Die konkrete Verwendung des Begriffes im völkerrechtlichen und diplomatischen Sprachgebrauch ist allerdings uneinheitlich. In der Regel wird er zur Abgrenzung entsprechender Aktivitäten von Maßnahmen der Intervention genutzt. In diesem Sinne ist die Interzession im Gegensatz zur Intervention nicht mit Zwang verbunden und stellt damit keinen Eingriff in die Hoheitsrechte des betroffenen Staates zur Ausübung seiner entsprechenden innen- beziehungsweise außenpolitischen Entscheidungs- und Handlungsbefugnisse dar. Gelegentlich beschränkt sich die Verwendung des Begriffs aber auch auf Maßnahmen, die eine Einflussnahme auf die innenpolitischen Angelegenheiten eines Landes zum Ziel haben. 
Darüber hinaus dient der Begriff zum Teil auch als Oberbegriff für zwischenstaatliche Vermittlung und sonstige Formen guter Dienste sowie vereinzelt auch zur Beschreibung des Rechtes eines Staates auf den Schutz seiner nationalen Minderheiten in anderen Ländern.
Die herrschende Meinung in der Völkerrechtstheorie versteht unter Interzession die Erteilung freundschaftlicher Ratschläge oder taktvoller Ermahnungen zwischen Regierungen. Die Einwirkung kann sowohl die äußeren als auch die inneren Angelegenheiten eines Staates betreffen.